# Người Tatar Siberia

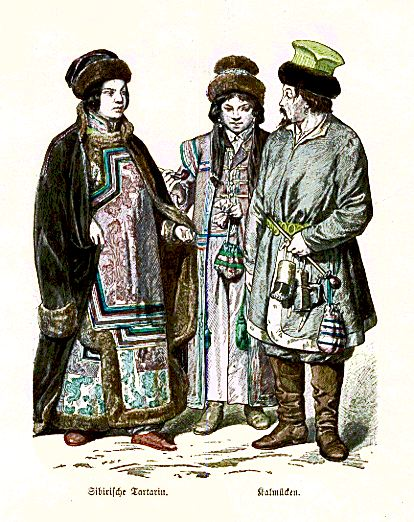
Phụ nữ Tatar Siberia

Người Tatar Siberi (Siberian Tatars/Себер татарлар, Сибирлар/Seber tatarlar/người Thát Đát Tây Bá Lợi Á) là một nhóm người bản địa Siberia nói thứ tiếng Tatar Siberia thuộc ngữ hệ Đột Quyết sinh sống ở các khu rừng và thảo nguyên tây Siberia, có gốc gác từ các khu vực trải dài từ phía đông của dãy núi Ural đến sông Yenisey ở Nga. Người Tatar Siberia tự gọi mình là Yerle Qalıq ("cư dân lớn tuổi"), để phân biệt với những người nhập cư là người Tatar Volga mới đến khu vực này.  Theo điều tra dân số của Nga thì khoảng 200.000 người trong số họ được coi là người Tatar Siberia bản địa. Tuy nhiên, chỉ có 6.779 người trong số họ tự gọi mình là "người Tatar Siberia". Dân số giống người Tatar Siberia này ước chừng 6.779–210.000 người.